# Cinclosoma pintat
El cinclosoma pintat (Cinclosoma ajax) és un ocell de la família dels cinclosomàtids (Cinclosomatidae).

## Hàbitat i distribució
Viu al terra dels boscos, localment a les terres baixes de l'oest, centre i sud-est de Nova Guinea.